# Faisà cuadaurat de Malàisia
El faisà cuadaurat de Malàisia (Lophura erythrophthalma) és una espècie d'ocell de la família dels fasiànids (Phasianidae), que habita la selva de les terres baixes de Malaia i Sumatra.